# Rotterův mlýn
Rotterův mlýn v Rychnově nad Kněžnou je vodní mlýn, který stojí na řece Kněžná, při silnici vedoucí z města ke křižovatce cest na Panskou Habrovou a Jaroslav. Od roku 2008 je chráněn jako nemovitá kulturní památka České republiky.

## Historie
Mlýn je barokního původu, jeho stodola má ojedinělé datování z 18. století. Roku 1890 jej koupil mlynář Antonín Rotter, který mlýn o dvanáct let později předal synovi. V roce 1952 zde byl zastaven provoz.

## Popis
Areál je složen ze zděné budovy mlýna, roubené stodoly, kamenného sklípku a mlýnského náhonu. K budově mlýna situované mezi řekou a mlýnským náhonem vede přes řeku nový most. Okapovou stěnou stojí mlýn paralelně s řekou i náhonem. Mlýnský náhon z větší části kopíruje tok řeky, před mlýnem se stáčí a budovu obtéká. Roubená stodola stojí mezi silnicí a řekou a je orientovaná kolmo k domu a štítem k silnici. Kamenný sklípek je zapuštěný za náhonem ve svahu.
Voda na vodní kolo vedla náhonem od jezu přes stavidlo a vantroky, odtokovým kanálem se vracela zpět. K roku 1930 měl mlýn jedno kolo na svrchní vodu (průtok 0,205 m³/s, spád 3,35 m, výkon 5,95 HP); z tohoto kola se dochovala hřídel s kamenným ložiskem, ve kterém se otáčel její čep. Dochovala se také výroba elektrické energie; ve mlýně se nachází staré dynamo s kompletními elektrorozvody a deskou.